# メタンチオール
メタンチオール (methanethiol) は化学式 CH3SH で表されるチオールの一種である。メチルメルカプタン (methyl mercaptan) とも呼ばれる。腐ったタマネギのにおいがする無色の気体である。天然にはある種の種実類やチーズなどにも含まれ、ヒトや動物の血液、脳、およびその他の組織中にも存在する。動物の糞から放出される。また、口臭や屁の悪臭の成分のひとつである。

## 発生源
メタンチオールは沼などで有機化合物が腐敗することによって生じ、コールタールや原油、および一部地域の天然ガス中にも含まれる。
海の表層水でジメチルスルホニオプロピオナート (DMSP) が藻類によって代謝される際の一次生成物である。メタンチオールの海水中の存在量 (0.3nM) は硫酸イオン (28mM) よりもはるかに低いが、海洋バクテリア類が蛋白質の製造に使う硫黄は、主にDMSPを分解してメタンチオールとして取り込んでいるものとされている。好気条件および嫌気条件において、バクテリアはメタンチオールのジメチルスルフィド (DMS) への変換も行う。しかしながら海洋表層水に存在するDMSは、大部分が他の経路によって生成したものである。DMSとメタンチオールは、共に嫌気条件の沈降物中での微生物によるメタン生成経路で利用される。
メチオニンから乳酸菌やGeotrichum candidumなどの一部の酵母、キノコなどにより生成される。嗅覚閾値は0.02ppbと強く、チーズではごく微量のメタンチオールが香りを特徴づけるのに重要な役割を果たす。ジメチルジスルフィド、ジメチルトリスルフィド、S-メチルチオ酢酸などに容易に代謝されるが、これらの代謝生成物もチーズの香りとして重要である。

## 用途
プラスチック工業や殺虫剤の原料として製造される。パルプの製造過程では木材の腐敗生成物として発生する。チオール類はごく少量でも非常に強い悪臭を示すため、無臭のガスに添加してそれらが漏れたことを感知しやすくする付臭剤に使われる。

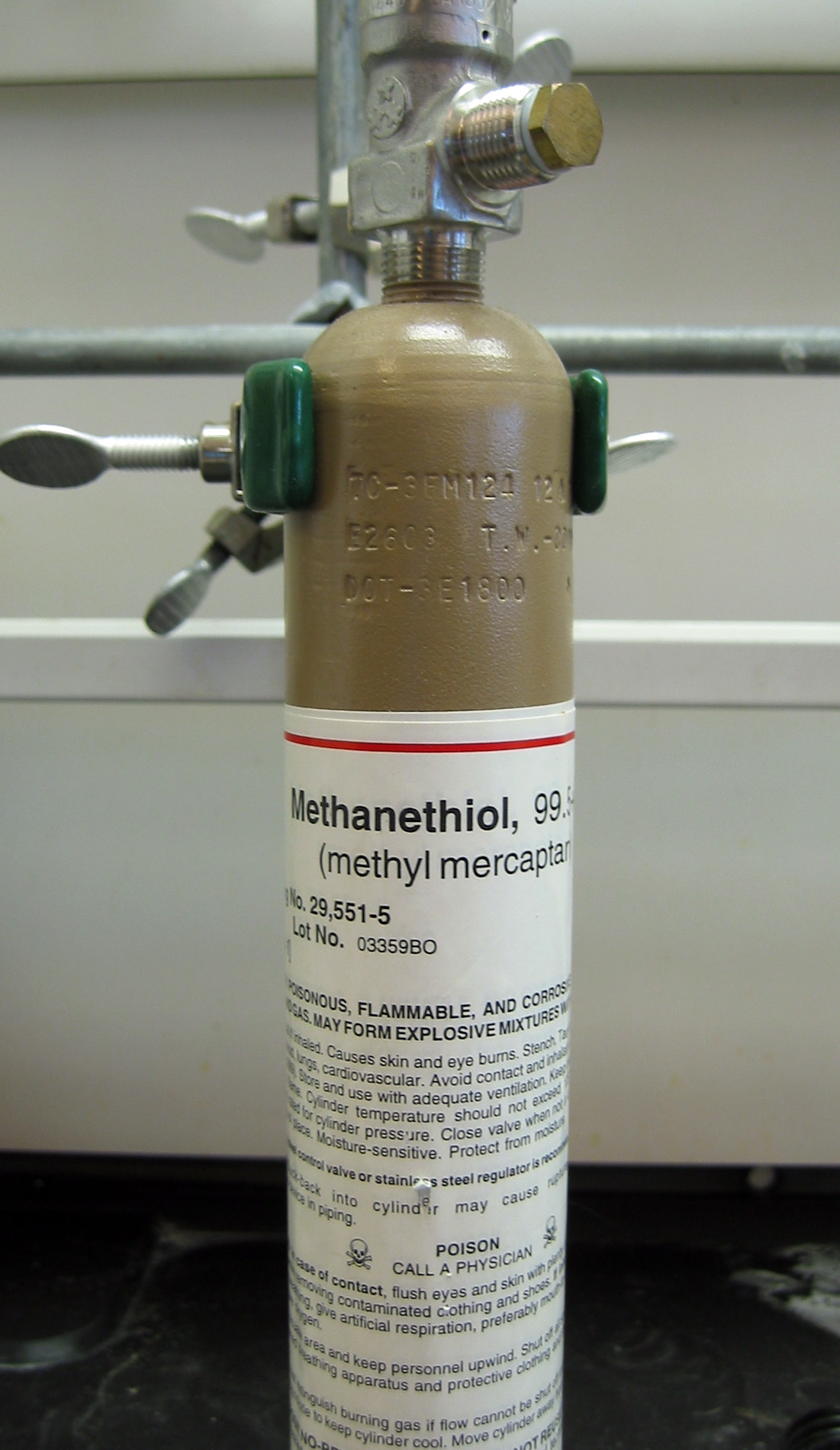
メタンチオールのガスボンベ

## 事件
2005年12月26日、ロシアのサンクトペテルブルクの小売商店マキシドム (Maksidom) において、メタンチオールとおぼしきガスがまかれるという事件が起こった。商店には「クリスマスの間営業を妨害する」という内容の脅迫状が届けられた。同じチェーンの店でも、タイマーでガスを放出するよう設定されたガラス製の容器が発見された。